# 대암초등학교 (진주시)
대암초등학교는 대한민국 경상남도 진주시 집현면 진산로 1141 (대암리)에 있었던 공립 초등학교이다.

## 연혁
- 1946년 7월 1일 집현초등학교 대암분교장 설립
- 1946년 10월 1일 개교
- 1948년 4월 1일 대암국민학교로 승격 인가
- 1962년 9월 1일 신축 교사 이전
- 1996년 3월 1일 대암초등학교로 개칭
- 1999년 8월 31일 집현초등학교로 통폐합